# Tata Diakité
Pour les articles homonymes, voir Diakité.
Tata Diakité, née Fatoumata Diakité en 1976 à Madina Diassa au Wassoulou et morte le 24 janvier 2003 à Bamako (Mali), est une chanteuse malienne.

## Biographie
Fatoumata Diakité naît en 1976 à Madina Diassa.
En 1990, elle est à Bamako et débute vraiment dans la musique avec une de ses grandes sœurs, Djénéba Diakité, qui l’engage comme choriste.
Elle travaille pour d’autres chanteurs comme Ramata Diakité, Oumou Sangaré, Mamou Sidibé, Issa Bagayogo. En 1993, elle fonde avec Dibé Saran, une autre choriste de Djénéba Diakité, le duo Saran & Tata avec laquelle elles sortent en 1996, Wary Be Mogo Samia sous le label Maikano,. Cet album ne connaît pas un grand succès.
En 1998, à la demande de Sorry Yattassaye de Kaarta Production, elle enregistre son premier album solo Jolie. Cet album est son premier succès avec 30 000 cassettes légales. Elle est surnommée « Jolie Diakité »,.
Elle voyage en France et aux États-Unis. À son retour, elle enregistre l'album solo Djama sortie le 4 juin 2002, dont sont vendues 50 000 cassettes légales jusqu'en septembre 2007,.
En déplacement pour un concert le 5 octobre 2002, Tata Diakité est victime d'un grave accident. Hospitalisée à Bamako, elle meurt le 24 janvier 2003 des suites de cet accident. En son hommage, L’Album du souvenir sort ; c’est une compilation de ses meilleurs titres.

## Discographie
- 1993 : Wary Be Mogo Samia (duo Saran & Tata)
- 1998 : Jolie (Denmisew)
- 2002 : Djama
- 2003 : L’album du Souvenir (Laban)